# غونتر شميدت
غونثر شميدت (بالإنجليزية: Gunther Schmidt)‏ (ولد في 1939 ، روديرسدورف) وهو عالم رياضيات ألماني يعمل أيضًا في مجال المعلوماتية (حقل أكاديمي).

## حياته
بدأ شميدت دراسة الرياضيات في عام 1957 في جامعة غوتينغن، واستمر عام 1960 في ميونيخ في جامعة لودفيغ ماكسيميليان في ميونخ. كان معلموه الأكاديميون على وجه الخصوص كورت ريديمستر وفيلهلم كلينينبيرج وكارل شتاين (رياضياتي). بعد الحصول على دبلومه في عام 1962 ، بدأ العمل كمساعد لروبرت سوير في الجامعة التقنية في ميونيخ، وخاصة في الرياضيات الهندسية ، لكنه عمل أيضا حتى 1965/66 للحصول على درجة الدكتوراه مع شتاين في جامعة لودفيغ ماكسيميليان في ميونخ
تحولت اهتمامات شميدت نحو الجمع بين النظرية ونظرية المخططات حول عام 1967. هذه المواضيع في المعلوماتية أدت إلى تأهيله في جامعة ميونخ التقنية في عام 1978. أصبح أستاذا في عام 1980. بعد ذلك بوقت قصير ، تم تعيينه ليحل محل الراحل كلاوس ساميلسون لمدة عام ونصف. من عام 1988 وحتى تقاعده في عام 2004 ، شغل منصب أستاذ في كلية علوم الكمبيوتر في الجامعة الألمانية بميونيوخ. كان مدرسًا للفصول الدراسية لدورات المبتدئين ، بالإضافة إلى تدريسه دورات خاصة في المنطق الرياضي ، ودلالات لغات البرمجة ، وتأليف المجمعين ، واللغات الخوارزمية. عمل مع توماس ستروهلين ، وألف كتابًا عن العلاقات والرسوم البيانية ، نُشر بالألمانية عام 1989 والإنكليزية عام 1993.
في عام 2001 ، شارك في مشروع كبير (ضم حوالي 17 دولة) بالتعاون الأوروبي في العلوم والتكنولوجيا. كان شميدت رئيسًا لمشروع COST 274 TARSKI (نظرية وتطبيق الهياكل العلائقية كأدوات معرفة).

## عمله
غونتر شميت معروف بشكل رئيسي لعمله في الرياضيات العلائقية ؛ كان أحد مؤسسي سلسلة مؤتمرات RAMICS.

## وصلات خارجية
- Homepage - الجامعة الألمانية بميونيوخ
- غونتر شميدت at الببليوغرافيا الرقمية ومشروع المكتبة Bibliography Server
- Gunther Schmidt في مستندات مكتبة الكونغرس
- قالب:ACM Portal
- researchr